# Pohořelice u Napajedel
Pohořelice (deutsch Pohorschelitz, früher Pohorzelitz) ist eine Gemeinde in Tschechien. Sie liegt anderthalb Kilometer östlich von Napajedla und gehört zum Okres Zlín.

## Geographie
Pohořelice befindet sich am westlichen Fuße des Wisowitzer Berglandes. Das Dorf liegt linksseitig der March, östlich fließt der Bach Oldřichovický potok. Im Nordosten erhebt sich der Na Horách (326 m), südöstlich die Hájiny (442 m) und im Südwesten der Napajedly (Napajedlberg, 276 m).
Nachbarorte sind Otrokovice und Kvítkovice im Norden, Malenovice und Oldřichovice im Nordosten, Karlovice und Lhota im Osten, Leopoldov, Šarovy und Komárov im Südosten, Prusinky und Topolná im Süden, Pahrbek und Napajedla im Südwesten sowie Pod Dubovou und Žlutava im Nordwesten.

## Geschichte
Die erste urkundliche Nachricht über Pohorelicz erfolgte im Jahre 1255 als Besitz des Vladikengeschlechts Holáč von Pohořelice. Als 1350 Herbort von Podhradí die Herrschaft Podhradí seinem Sohn Zdislav übertrug, gehörte auch Pohorelicz zu deren Gütern. Sitz der Herrschaft war die Feste Podhradí. 1368 wurde Radslav von Měnín in der Landtafel als Besitzer der Feste mit den zugehörigen Dörfern Podhradí, Svojšice, Pěnkov, Vhorzolicze (Uhořelice) und Oldřichovice eingetragen. Als dieser 1371 die Güter an den Vladiken Mikuláš von Malenovice übertrug, wurde das Dorf als Vhorsolicze bezeichnet und auch ein Hof und die Kirche in Podhradí erwähnt. Dessen Sohn Mikšík von Malenovice erweiterte 1381 den Besitz und kaufte das Dorf Komárov hinzu. 1417 erbte Smil von Malenovice, einer der vier Söhne Mikšíks, Podhradí. Smil verstarb wenig später und sein Besitz fiel seinem Bruder Markvart von Malenovice auf Prakšice zu. 1437 überließ Markvart die Herrschaft Podhradí mit der Kirche in Podhradí sowie den Dörfern Podhradí, Pohořelice, Oldřichovice, Pěnkov und Komárov sowie dem während der Hussitenkriege erloschenen Dorf Svojšice an Jindřich House von Krumsín. Dieser erweiterte den Besitz um das Dorf Dalenovice, wegen dessen er 1447 einen Rechtsstreit mit Bernart von Cimburg führte. Nachdem Jindřich House vor 1455 kinderlos verstorben war, brach ein bis 1460 andauernder Streit um sein Erbe aus. 1460 wurde der Ort als Ohořelice bezeichnet. Nach der Beilegung des Erbstreites wurde 1464 Jan House in der Landtafel als Besitzer von Podhradí mit dem Dorf, Hof und der Kirche in Podhradí, dem Dorf und dem Hof Komárov sowie den Dörfern Pěnkov, Oldřichovice und Pohorzelice eingetragen. Die Feste Podhradí und das Dorf Dalenovice müssen zu dieser Zeit bereits erloschen sein, sie wurden dabei nicht mehr erwähnt. Wann dies geschah, ist nicht bekannt, da seit dem Ende der Hussitenkriege keine größeren Kämpfe in dem Gebiet stattfanden. Anstelle der wüsten Feste Podhradí ließ Jan House als neuen Herrschaftssitz in Pohořelice eine Wasserfeste erbauen. Vermutlich wurde Podhradí nach 1464 zum Städtchen erhoben. Die Machtkämpfe zwischen Matthias Corvinus und Georg von Podiebrad um die böhmische Krone führten nach 1468 zu einer Verödung der Herrschaft. Dabei erloschen das Städtchen Podhradí sowie die Dörfer Pěnkov und Sedlíšťky; sie wurden im Jahre 1501 als wüst bezeichnet.
1480 setzten Jan House und sein Sohn Mikuláš gemeinschaftlich ihren Verwandten Jiřík von Kateřinice als Erben der Herrschaft ein. Mikuláš House verstarb wenig später und nach dem Tode seines Vaters Jan wurde Jiřík von Kateřinice 1488 in der Landtafel als Besitzer eingetragen. Dessen Söhne Bernart, Bohuš und Václav verkauften die Dörfer Pohořelice, Oldřichovice und Komárov 1501 an die Brüder Jan, Smil, Zikmund, Vilém und Jindřichov von Kunstadt. Diese veräußerten das Gut 1508 an Jan Onšík von Bélkovice, der auch das Gut Bílovice besaß. Onšík, der seit 1501 als Verwalter der Herrschaft Světlov in Diensten der Herren von Landstein stand, erwarb später noch das Gut Kaňovice. Im Landesteuerregister von 1516 sind für Pohořelice, Oldřichovice und Komárov 44 untertänige Wirtschaften ausgewiesen, hinzu haben noch 28 in Bílovice und acht in Kaňovice bestanden. Onšík machte Pohořelice als das größte seiner drei Güter vor 1510 zu seinem ständigen Sitz und nannte sich ab 1512 von Bělkovice und Pohořelice. Zwischen 1510 und 1511 entwickelte sich aus Streitigkeiten zwischen Jans Sohn Jiřík und Burian von Vlčnov eine Fehde, bei der sich beide Seiten den Krieg erklärten. Dieser endete für Jiřík Onšík tödlich. Sein Vater Jan verstarb zwischen 1521 und 1522. Das Erbe fiel gemeinschaftlich an seine Söhne Anýz, Petr und Dalibor, die es wenig später teilten. Pohořelice fiel dabei 1524 dem mittleren Sohn Petr zu, dabei wurde die Feste Pohořelice auch erstmals urkundlich genannt. Dieser zog im Jahr darauf in den Kampf gegen die Türken und setzte in Buda seinen Bruder Dalibor testamentarisch zum Erben ein. 1537 wurde der Ort Ohorzelicze genannt. Um 1538 erwarb Dalibor Onšík von Bělkovice noch Březolupy als Pfandbesitz hinzu. 1575 übernahmen nach dem Tode von Dalibors Tochter Ursula deren Schwestern Elisabeth und Barbara das Gut und teilten es 1576. Barbara erhielt Ohorzelicze und Elisabeth machte die Feste Pěnkov zu ihrem Sitz. Nach Elisabeths Tod fiel deren Anteil 1579 Barbara zu. Sie verkaufte noch im selben Jahre die Pěnkover Hälfte der Herrschaft mit den Dörfern Oldřichovice und Komárov an Jakub d. Ä. Vojsko von Bogdunčovice sowie Pohorzelicze an Jakub d. J. Vojsko von Bogdunčovice. 1633 kaufte Friedrich Kolkreiter, der seit 1629 bereits Besitzer des Hofes Pěnkov war, Pohorzelicze und vereinigte beide Güter wieder. Wegen Misswirtschaft musste Kolkreiter 1630 das väterliche Gut Bánov verkaufen und 1637 noch Nezdenice, so dass Pohorzelicze schließlich sein einziger Besitz blieb. Er bemühte sich, das heruntergewirtschaftete Gut wieder zu sanieren und ließ auch die Kirche St. Ägidius instand setzen. Nach 1639 gehörte Pohorzelicze seiner Witwe Anna Eliška und deren zweiten Ehemann Benedikt Palašti von Kesejov. Appolonia Kolkreiter, die 1648 den Besitz ihrer Mutter erbte, hatte wenig Interesse an dem verschuldeten Gut und verkaufte es 1650 an Gabriel Serényi. Dieser zahlte den Kaufpreis nicht und veräußerte stattdessen das Gut an seinen Schwiegersohn František Horecký auf Březolupy weiter. Die Feste, die ihre Bedeutung als Herrschaftssitz verloren hatte, überließ er dem Verfall. Seine Kinder verkauften 1668 die Güter Pohorzelicze und Březolupy sowie die Hälfte von Zborovice an Attilio Offredi. Dieser ließ den Hof Pěnkov neu errichten und in Pěnkov und Pohorzelicze Schäfereien anlegen. Die Feste diente als Lagerhaus für Getreide und Malz. Offredis drei Söhne veräußerten den mährischen Besitz, Pohorzelicze wurde 1673 an ihre Mutter Johanna Barbara Offredi verkauft. Da die alte Feste nicht mehr bewohnbar war, ließ sie in Pohorzelicze einen neuen Herrensitz errichten und ersuchte 1680 beim Olmützer Konsistorium um Erlaubnis zum Bau einer Hauskapelle. 1689 verkaufte Johanna Barbara das Gut Pohorzelicze ihrem erstehelichen Sohn Franz Leopold Forgács, der mit seiner Familie in das Schlösschen einzog. 1694 erbte er von seinem Bruder Georg Friedrich das Gut Březolupy und übersiedelte zusammen mit seiner Familie und der Mutter auf das dortige Schloss. Franz Leopold Forgács verkaufte Pohorzelicze 1698 an Franz Karl von Liechtenstein-Kastelkorn, der das Gut an seine Herrschaft Malenovice anschloss. 1707 wurden die besten Stücke des Inventars des Schlösschens auf die Burg Malenovice verbracht.
Bei der Teilung der Herrschaft Malenovice fiel das Gut Pohorzelicze mit den Dörfern Pohorzelicze, Oldřichovice und Komárov 1724 dem Bischof Jakob Ernst von Liechtenstein-Kastelkorn zu und wurde wieder eigenständig. Zu seinem weiteren Besitz gehörte das Schloss und Gut Weißwasser in Schlesien. Nach dem Tode seines Bruders Maximilian Rudolf erbte 1739 Jakob Ernst Malenovice und vereinigte Pohorzelicze wieder mit der Herrschaft Malenovice. Als Hauptsitz der Herrschaft diente die Burg Malenovice, aber auch das Schlösschen Pohorzelicze diente sowohl dem Bischof als auch seinem Erben Karl Otto Graf von Salm und Neuburg als gelegentlicher Wohnsitz.

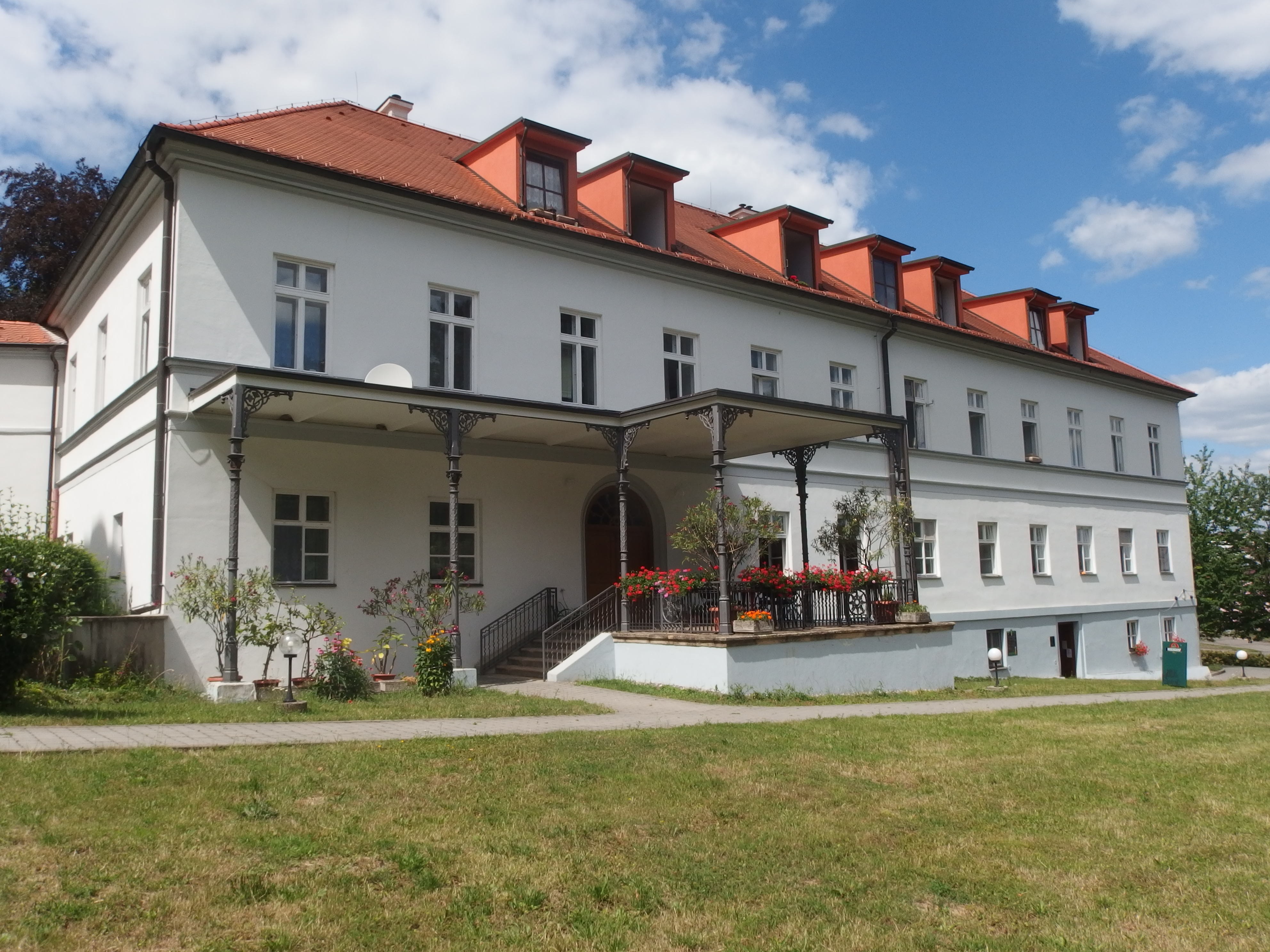
Schloss Pohořelice

1766 erbte Karl Vincenz von Salm und Neuburg die Herrschaft. Dieser ließ das Offredi-Schlösschen zu einem repräsentativen und komfortablen Adelssitz erweitern. 1784 verstarb Karl Vincenz von Salm und Neuburg ohne männliche Nachkommen; das Erbe fiel seiner Tochter Ernestine zu, die den Besitz ab 1795 mit ihrem Ehemann Johann von Lamberg gemeinschaftlich innehatte. Bei der Erbteilung von 1797 fiel die Herrschaft Malenovice mit Pohorzelicze ihrer jüngsten Tochter Antonia, verheiratete Czernin von Chudenitz zu. Sie bewohnte das Schloss Pohorzelicze zeitweilig und verkaufte es 1804 zusammen mit der ganzen Herrschaft an Leopold von Sternberg. Ab 1830 wirkte Jan Erazim Vocel in Pohorzelicze als Erzieher von Leopolds jüngstem Sohn Alois von Sternberg, der 1835 in Wien an einer beim Eislaufen zugezogenen Erkältung verstarb. Seit 1846 ist der heutige Ortsname Pohořelice nachweisbar.
Nach der Aufhebung der Patrimonialherrschaften bildete Pohořelice ab 1850 eine Gemeinde in der Bezirkshauptmannschaft Uherské Hradiště. Im Jahre 1945 wurde ein Großteil der Güter der Marie von Sternberg konfisziert und 1950 auch das Schloss verstaatlicht. Ab 1950 gehörte die Gemeinde zum Okres Gottwaldov-okolí und ab 1960 wieder zum Okres Gottwaldov, der nach der politischen Wende seit 1990 wieder den Namen Okres Zlín trägt. 1980 erfolgte die Eingemeindung nach Napajedla. Seit 1990 besteht die Gemeinde Pohořelice wieder. Kulturell und ethnographisch gehört das Dorf zur Mährischen Slowakei.

## Ortsgliederung
Für die Gemeinde Pohořelice sind keine Ortsteile ausgewiesen. Zu Pohořelice gehört die Ansiedlung Leopoldov (Leopoldshof).

## Sehenswürdigkeiten

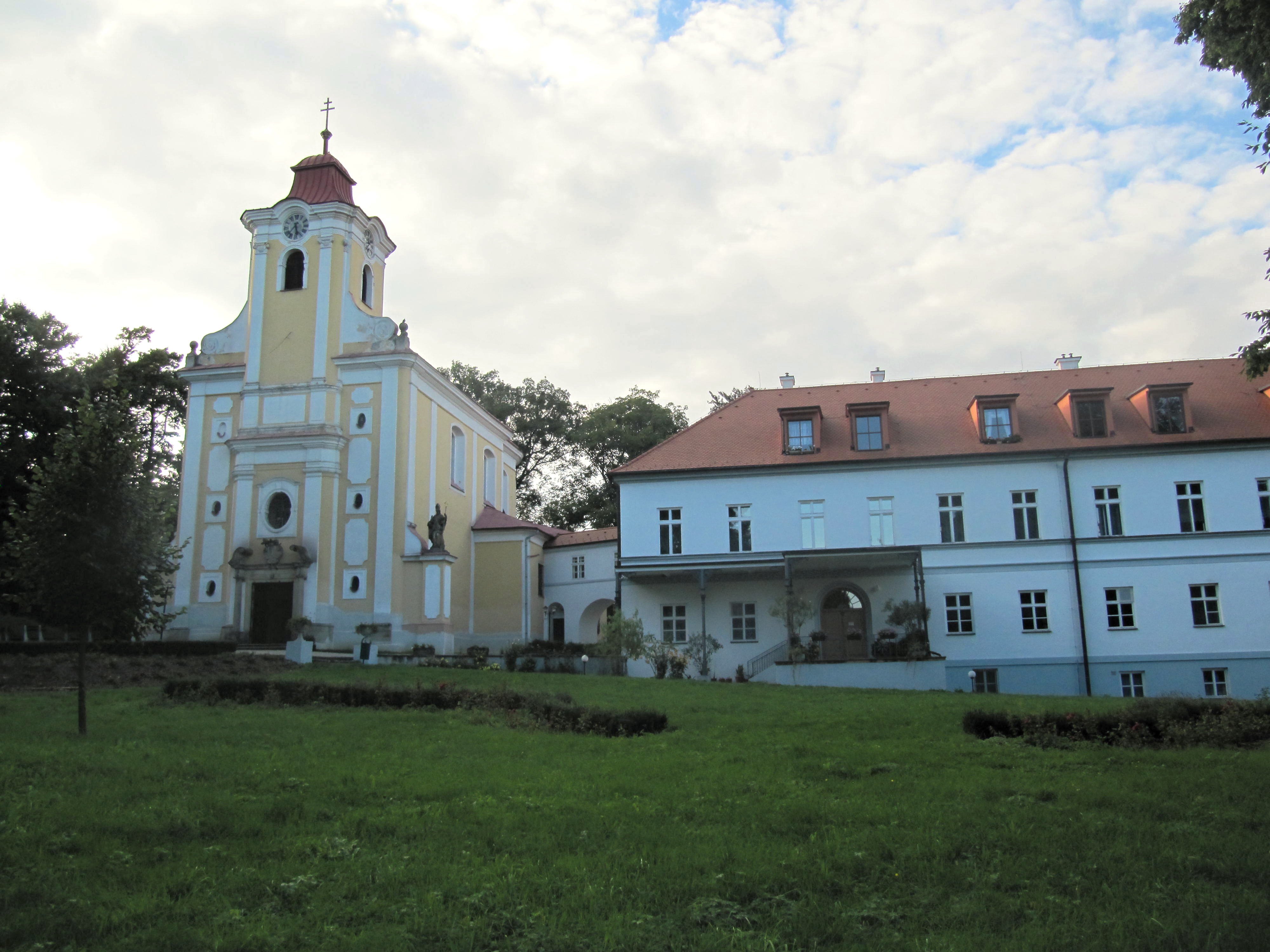
Kirche des hl. Johannes von Nepomuk und Schloss

- Barocke Kirche des Hl. Ägidius in Leopoldov, erbaut 1770
- Schloss Pohořelice mit Schlosspark; es entstand 1780 und erhielt seine heutige Gestalt beim Umbau im 19. Jahrhundert.
- Barocke Pfarrkirche des Hl. Johannes von Nepomuk in Pohořelice, errichtet 1734–1739 unter Jakob Ernst von Liechtenstein-Kastelkorn. Die Weihe erfolgte 1740. Sie befindet sich neben dem Schloss und ist mit diesem baulich verbunden.
- Ehemaliger Herrenhof Leopoldov, errichtet auf den Fluren des wüsten Städtchens Podhradí
- Reste der Feste Podhradí, östlich von Leopoldov, sie erlosch im 15. Jahrhundert
- Statue des Hl. Florian
- Statue des Hl. Wendelin